# Ідам
Ідам, також їдам, іштадевата (кит.: 神體神體, шень-ти, санскр. इष्टदेवता, iṣṭadevatā IAST, Вайлі yid dam, скорочення з тибетського yid-kyi-dam-tshig) — образ просвітленої істоти в Ваджраяні.
З ідамами пов'язані тантричні практики, медитації, зображення, скульптури і
мантри. Ідами — «умоглядні» форми, радісні, мирні або гнівні, різного виду, часто з багатьма руками, головами і очима.
Для практикуючого тантричний буддизм ідам висловлює якості просвітленого розуму. На візуалізації ідама практикуючий концентрує свою увагу під час медитацій, ретритів та в повсякденному життю. З цієї точки зору популярне розуміння ідама як
персонального божества або божества для медитацій не зовсім коректно[джерело не вказане 3560 днів]. Ідам є ідеальною формою, з яким медитуючий ототожнює себе, відкриваючи власну
природу Будди. Постійна практика ідама протягом життя сприяє утриманню свідомості в стані
бардо під час глибокої медитації або смерті і направляє практикуючого до досягнення реалізації.
Ідами мають різні образи — бодгісаттви, втілення співчуття (такі як Авалокітешвара (тиб. Ченрезі) або Манджушрі (Бодгісаттва мудрості та відсікання неосвіченості), вчителя (такі як Падмасамбхава, Кармапа), гнівні форми захисників Вчення (такі як Хаяґріва, Ваджракілая, Ваджрапані, Хеваджра, Махакала або Палден Лхамо). Наприклад, існує форма Авалокітешвари з одинадцятьма головами і чотирма руками, але також і тисячорука форма. Ідами радісної, мирної або гнівної форми, одиночні і в союзі, можуть представлятися величезними як гори і маленькими як порошинки. Але суть їх завжди одна — створення зв'язку з природою Будди практикуючого. Нерідко ідамів зображують у формі яб-юм — переплітаються в обіймах чоловічого (яб) і жіночого (юм) божеств. Форми яб-юм пов'язані з особливими тантричними практиками. 
Медитація з ідамами проводиться відповідно із строго виробленими ритуалами. Обов'язковою умовою роботи з ідамами є прийняття обітниць бодгсаттв — зобов'язаннями досягти просвітлення для блага всіх живих істот, і хоча б мінімальне розуміння принципу
пустотності всіх речей і явищ. Для роботи з ідамами необхідно отримати від лами відповідну ініціацію (посвята того чи іншого рівня), в яку входить ритуал з начитуванням тексту (лунг) і пояснення практики (тхрі).
Ідами не можуть бути уподібнені демонам або ангелам, що охороняють або протидіють людині, як в християнській, юдейській чи мусульманській традиціях і міфологіях. Ідам — це умоглядна форма просвітленої істоти, сприймаючи і ототожнюючи з яким, буддист може реалізувати свою природу Будди.
В ануттаратантрі шкіл каг'ю, гелуг, сак'я і в махайозі школи нінгма медитація, пов'язана з ідамом, передбачає складну візуалізацію і поетапну трансформацію свідомості для досягнення стану Махамудри. В ануйозі школи нінгма використовується метод миттєвого перетворення в ідама. 
Той чи інший ідам для практикуючого вибирається ламою-вчителем як «персональне божество» відповідно до натури учня — його інтелектуальними здібностями, схильностями, характером.
Буквально поняття yid-kyi-dam-tshig означає зобов'язання (самая) розуму, утримання свідомості в стані спонтанної свободи і ясності, які складають його справжню природу.

## Ідами
- Ваджрасаттва
- Авалокітешвара
- Тара
- Манджушрі
- Махакала
- Калачакра
- Хеваджра
- Гух'ясамаджа
- Хаяґріва
- Ваджракілая
- Чакрасамвара
- Ямантака
- Ваджрайогіні
- Палден Лхамо
- Самвара